# Helen Watts
Helen Watts, CBE (Milford Haven, Pembrokeshire, Wales, 7 de diciembre de 1927 - 7 de octubre de 2009) fue una mezzosoprano y contralto galesa.
Estudió en la Royal Academy of Music y luego con Caroline Hatchard. Admirada como recitalista y en oratorio cantó en Glyndebourne Festival Chorus, BBC Chorus, los London Proms y en operas de Handel y Britten en el Camden Festival, Salzburg Festival, Covent Garden y la Welsh National Opera hasta 1983.
Posee una vasta discografía especialmente en obras de Bach, Handel, Mahler y compositores ingleses. 
Cantó Erda en Das Rheingold y participó en El anillo del nibelungo en la grabación de Georg Solti.
En 1978 fue condecorada Commander of the Order of the British Empire. 